# Université technique d'Oruro
Pour les articles homonymes, voir Uto (homonymie).
 (février 2025).
Si vous disposez d'ouvrages ou d'articles de référence ou si vous connaissez des sites web de qualité traitant du thème abordé ici, merci de compléter l'article en donnant les références utiles à sa vérifiabilité et en les liant à la section « Notes et références ».
L'université technique d'Oruro (en espagnol : Universidad Técnica de Oruo, UTO) est l'une des dix universités publiques de Bolivie. Elle est située dans la ville d'Oruro.

## Histoire
L'université est créée le 15 octobre 1892 sous le nom Distrito Universitario de Oruro. Elle change de nom en 1937 pour devenir Universidad San Agustín et adopte son nom actuel en 1941 sous le doyen Josermo Murillo Vacarreza (1897-1987). 